# Maria Bianca Cita
Maria Bianca Cita Sironi (Milano, 12 settembre 1924 – Milano, 12 agosto 2024) è stata una geologa e paleontologa italiana.

## Biografia
Laureatasi all'Università degli Studi di Milano in Scienze geologiche nel 1946, divenne assistente di Ardito Desio fino al 1955, anno in cui ottenne la libera docenza in Geologia. Da quel periodo fu incaricata, presso la stessa Università degli Studi di Milano, delle docenze di Micropaleontologia, Geografia fisica, Geologia applicata, Geologia e Stratigrafia. Divenne professoressa ordinaria nel 1973, insegnando in tempi diversi Micropaleontologia, Geologia e Geologia marina. Dal 1982 al 1988 fu direttrice del Dipartimento di Scienze della Terra nel predetto ateneo milanese, del quale fu poi nominata professoressa emerita.
Partecipò, come paleontologa, a numerose crociere oceanografiche. Si occupò, in prevalenza, di geologia marina e paleoocenografia, geodinamica, stratigrafia e paleoclimatologia, temi sui quali pubblicò oltre 200 contributi scientifici. Nel 1986 vinse il Premio Feltrinelli dell'Accademia dei Lincei.
Accademica Linceo, socia della Società Geologica d'America, nel biennio 1989-1990 Maria Bianca Cita divenne la prima donna a rivestire la carica di presidentessa della Società geologica italiana.
Maria Bianca Cita morì a Milano il 12 agosto 2024, un mese prima di compiere 100 anni.